# مطار جيبوتي الدولي
مطار جيبوتي الدولي (إياتا: JIB، إيكاو: HDAM) هو مطار دولي يخدم العاصمة جيبوتي، ويعتبر هذا المطار بوابة الدخول الجوية الوحيدة لجمهورية جيبوتي، وهو مطار مدني وعسكري في نفس الوقت، ويعد المطار مركز العمليات الرئيسي لشركة الخطوط الجوية الجيبوتية.

## شركات الطيران

### الركاب
| شركـات طيـران           | الوجهات |
| ----------------------- | --- |
| Air Djibouti            | مطار أديس أبابا بولي الدولي، مطار عدن الدولي، مطار دير داوا الدولي، مطار هرجيسا الدولي، مطار آدم عبد الله الدولي |
| الخطوط الجوية الفرنسية  | مطار باريس شارل ديغول                                                                                            |
| الخطوط الجوية الإثيوبية | مطار أديس أبابا بولي الدولي، مطار دير داوا الدولي                                                                |
| فلاي دبي                | مطار دبي الدولي                                                                                                  |
| جوبا للطيران            | مطار بوصاصو، مطار هرجيسا الدولي، مطار الملك عبد العزيز الدولي                                                    |
| الخطوط الجوية الكينية   | مطار أديس أبابا بولي الدولي، مطار جومو كينياتا الدولي                                                            |
| الخطوط الجوية القطرية   | مطار حمد الدولي                                                                                                  |
| الخطوط السعودية         | مطار الملك عبد العزيز الدولي                                                                                     |
| الخطوط الجوية التركية   | مطار إسطنبول الدولي                                                                                              |
| الخطوط الجوية اليمنية   | مطار عدن الدولي                                                                                                  |

### الشحن الجوي
| شركـات طيـران           | الوجهات                                                                                         |
| ----------------------- | ----------------------------------------------------------------------------------------------- |
| Air Djibouti            | مطار أديس أبابا بولي الدولي، مطار آل مكتوم الدولي، مطار هرجيسا الدولي، مطار آدم عبد الله الدولي |
| Coyne Airways           | مطار دبي الدولي                                                                                 |
| طيران الإمارات          | مطار آل مكتوم الدولي                                                                            |
| الخطوط الجوية الإثيوبية | مطار أديس أبابا بولي الدولي، مطار نانجينغ الدولي                                                |

## الإستعمال العسكري
يعرف المطار حركة كبيرة للطائرات العسكرية، وتستخدمه كل من القوات المسلحة الفرنسية، والقوات المسلحة الأمريكية، والقوات المسلحة الجيبوتية، وقوات الدفاع الذاتي البحرية اليابانية والتي تعمل على محاربة القرصنة وحماية السفن.